# Bismutocolumbita
La bismutocolumbita és un mineral de la classe dels òxids que pertany al grup de la cervantita. Rep el seu nom en al·lusió al seu contingut en bismut i la seva relació amb la columbita.

## Característiques
La bismutocolumbita és un òxid de fórmula química BiNbO₄. Cristal·litza en el sistema ortoròmbic en forma de cristalls prismàtics, de fins a 2 mm, estriats perpendicularment a la direcció d'elongació. La seva duresa a l'escala de Mohs és 5,5.
Segons la classificació de Nickel-Strunz, la bismutocolumbita pertany a «04.De: Òxids i hidròxids amb proporció Metall:Oxigen = 1:2 i similars amb cations de mida mitjana; amb diversos poliedres» juntament amb els següents minerals: downeyita, koragoïta, koechlinita, russel·lita, tungstibita, tel·lurita, paratel·lurita, bismutotantalita, cervantita, estibiotantalita, estibiocolumbita, clinocervantita i baddeleyita.

## Formació i jaciments
La bismutocolumbita va ser descoberta al filó de pegmatites Danburitovaya, al camp de pegmatites Malkhan (Malchan; "Malechansk") (Transbaikal, Districte Federal de l'Extrem Orient, Rússia). També ha estat descrita e un altre indret del camp Malkhan i a Forcel Rosso Gully, a Brescia (Llombardia, Itàlia).
Ha estat trobada associada a altres minerals com: elbaïta, micròlit ric en bismut, cassiterita, danburita i quars.